# Індепенденс (Кентуккі)
Індепенденс (англ. Independence) — місто (англ. city) в США, в окрузі Кентон штату Кентуккі. Населення — 28 676 осіб (2020).

## Географія
Індепенденс розташований за координатами 38°57′14″ пн. ш. 84°32′58″ зх. д. / 38.95389° пн. ш. 84.54944° зх. д. (38.953804, -84.549406).  За даними Бюро перепису населення США в 2010 році місто мало площу 45,83 км², з яких 45,16 км² — суходіл та 0,67 км² — водойми.

## Демографія
Згідно з переписом 2010 року, у місті мешкало 24 757 осіб у 8382 домогосподарствах у складі 6672 родин. Густота населення становила 540 осіб/км².  Було 8889 помешкань (194/км²).
Расовий склад населення:
| - 95,3 % — білих - 1,7 % — чорних або афроамериканців - 0,8 % — азіатів - 0,2 % — корінних американців - 0,1 % — вихідців з тихоокеанських островів |

До двох чи більше рас належало 1,4 %. Частка іспаномовних становила 1,8 % від усіх жителів.
За віковим діапазоном населення розподілялося таким чином: 30,9 % — особи молодші 18 років, 62,5 % — особи у віці 18—64 років, 6,6 % — особи у віці 65 років та старші. Медіана віку мешканця становила 32,0 року. На 100 осіб жіночої статі у місті припадало 99,2 чоловіків;  на 100 жінок у віці від 18 років та старших — 96,5 чоловіків також старших 18 років.
Середній дохід на одне домашнє господарство  становив 73 537 доларів США (медіана — 65 653), а середній дохід на одну сім'ю — 78 331 долар (медіана — 72 061). Медіана доходів становила 50 462 долари для чоловіків та 42 017 доларів для жінок. За межею бідності перебувало 8,4 % осіб, у тому числі 13,5 % дітей у віці до 18 років та 4,6 % осіб у віці 65 років та старших.
Цивільне працевлаштоване населення становило 13 139 осіб. Основні галузі зайнятості: освіта, охорона здоров'я та соціальна допомога — 21,2 %, виробництво — 16,4 %, роздрібна торгівля — 11,4 %, фінанси, страхування та нерухомість — 9,4 %.